# Edwin S. Johnson

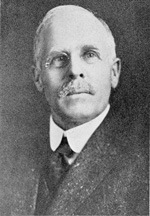
Edwin S. Johnson.

Edwin Stockton Johnson, född 26 februari 1857 i Owen County, Indiana, död 19 juli 1933 i Platte, South Dakota, var en amerikansk demokratisk politiker. Han representerade delstaten South Dakota i USA:s senat 1915-1921.
Johnson studerade juridik och inledde 1888 sin karriär som advokat. Han var åklagare för Douglas County, South Dakota 1892-1893. Han var ledamot av delstatens senat 1894-1895. Johnson förlorade 1912 års guvernörsval i South Dakota mot republikanen Frank M. Byrne. Två år senare blev Johnson invald i USA:s senat som första direkt folkvalda senator för South Dakota. Tidigare hade senatorerna valts av delstaternas lagstiftande församlingar. Johnson kandiderade inte till omval.
Hans grav finns på Pleasant Ridge Cemetery i Armour, South Dakota.